# Amomum prionocarpum
Amomum prionocarpum là một loài thực vật có hoa trong họ Gừng. Loài này được Vichith Lamxay và Mark Fleming Newman mô tả khoa học đầu tiên năm 2012.

## Phân bố
Loài này sinh sống trong rừng thường xanh ẩm ướt và rừng thường xanh núi cao, ở độ cao 573-1.050 m (1.880-3.445 ft) tại Lào. Mẫu vật điển hình thu thập tại huyện Khamkeuth, tỉnh Bolikhamsai.

## Mô tả
Cây thân thảo bò lan, cao khoảng 1 m; thân rễ đường kính ~0,5 cm, màu đỏ rồi trắng khi già, ngầm sâu dưới đất; không rễ cọc; khoảng cách giữa các thân giả ~30 cm, vảy sớm rữa. Thân giả với ~7-9 lá mỗi thân giả, nhỏ dần về phía đỉnh, màu đỏ ở gốc, màu lục ánh vàng ở trên, có sọc, nhẵn nhụi; lưỡi bẹ hình trứng, chẻ đôi, dài ~0,5 cm, màu xanh lục đến nâu nhạt, như da, có nhẵn nhụi; cuống lá có rãnh, dài ~2–3 cm, nhẵn nhụi; phiến lá hình mác ngược-thuôn dài hoặc hình mác ngược, 15–25 x 5–7 cm, mặt dưới màu lục nhạt, nhẵn nhụi, gân chính nổi rõ phía dưới, gân phụ lõm xuống. Cụm hoa dài ~10 cm sinh ra từ hoặc gần gốc; phần mang hoa hình elipxoit, trở thành nhọn về phía đỉnh, một vài hoặc chỉ 1 hoa nở cùng một lúc; cuống dài ~5 cm, nhẵn nhụi; vảy hình trứng, 2–2,5 x 1,5–1,7 cm, màu đỏ hoặc hồng, nâu ánh đỏ, như da, cứng, đỉnh có lông dài, mép có lông rung; lá bắc hình thuyền, 5–6 x 2–3 cm, màu nâu ánh trắng hoặc hồng ánh đỏ, nhẵn nhụi, dạng giấy ở gốc nhưng như da cứng ở trên, đỉnh nhọn; lá bắc con hình ống, ~2,5–3 x 0,5 cm, màu trắng đến nâu nhạt, 1 răng, ống lá bắc con dài bằng 50% răng, màu trắng trong suốt, dạng màng, mỏng, mặt ngoài nhiều lông, mép có lông rung, đỉnh hình đuôi dài. Đài hoa hình ống, 2-3 răng, như da, nhẵn nhụi; ống đài dài ~3 cm; răng dài ~2 cm, đỉnh có nắp với cựa lông nhọn ngắn. Tràng hoa màu trắng, mặt ngoài nhẵn nhụi, mặt trong nhiều lông màu trắng; các thuỳ bên ~3 x 0,8 cm, dạng màng, nhẵn nhụi, đỉnh có nắp với cựa dài; thùy trung tâm ~3 x 1,2 cm, nhẵn nhụi; cánh môi có vuốt, 3–3,5 x 2–3 cm, cánh môi và chỉ nhị hợp sinh thành ống ~0,3-0,5 cm phía trên điểm chèn của các thùy tràng hoa, màu trắng trừ sọc màu đỏ trung tâm ở gốc trở thành màu vàng về phía đỉnh và các đường trong suốt tỏa ra tới mép, mặt gần trục nhiều lông trắng dài, mép dạng màng và gợn sóng; các nhị lép bên hình tam giác đến hình trứng, dài 0,3 cm, màu trắng, nhẵn nhụi, đỉnh nhọn. Chỉ nhị phẳng, ~0,5 x 0,2 cm, màu trắng, nhẵn nhụi; bao phấn dài gấp đôi chỉ nhị, màu trắng; mào bao phấn dài ~1 cm, cắt cụt, nguyên, dạng màng. Đầu nhụy hình chén, đỉnh có lông rung dài; vòi nhụy nhẵn nhụi; các tuyến trên bầu 1 đôi, nhẵn nhụi, hình trụ, dài ~1 cm, nhọn; bầu nhụy hình cầu, có gờ ở đỉnh; noãn hình cầu, nhẵn nhụi. Cuống cụm quả dài ~5 cm; phần mang quả đối diện từ 1 đến một vài quả; quả non hình trứng ngược, có cánh, mép cánh có khía răng cưa kép; quả thuần thục đường kính 1–1,5 cm, hình cầu với các gai nhọn ngắn, màu nâu sẫm ánh đen đến hồng ánh đen, đỉnh cắt cụt, cuống rất ngắn hoặc không có, nhẵn nhụi. Hạt hình cầu, màu nâu sẫm, đường kính 0,2-0,3 cm.
Loài này giống A. glabrum ở kiểu phát triển bò lan lỏng lẻo với thân rễ sâu, hoa màu trắng, mào bao phấn cắt cụt, thùy tràng hoa trung tâm có nắp với cựa nhọn, cánh môi và chỉ nhị hợp sinh thành ống phía trên điểm chèn của các thùy tràng hoa, nhưng khác ở chỗ các gai nhọn ngắn và quả có cánh khía răng cưa kép khi còn non.
Các loài đồng minh khác là A. repoeense và A. subcapitatum cũng có quả có cánh và các bẹ lá mắt lưới, nhưng khác với các loài này ở chỗ các lá bắc của nó chỉ đối diện một hoa. A. dealbatum có quả có cánh giống như của A. prionocarpum nhưng nó là cây thân thảo mọc thành cụm với các lá bắc con mở và nhiều hoa nở cùng một lúc.